# Александрия
Александри́я (араб. الإسكندرية‎ — al-’Iskandariya, масри إسكندريه — Eskendereyya, др.-греч. Ἀλεξάνδρεια, копт. ⲁⲗⲉⲝⲁⲛⲇⲣⲓⲁ или ⲣⲁⲕⲟϯ, произносится как Ракоди) — город в дельте Нила, главный морской порт и второй по величине город Египта. Простирается на 32 км вдоль побережья Средиземного моря. Административный центр мухафазы Александрия.

## История
Александрия была основана в 332 году до н. э. царём Александром Македонским. В отличие от более раннего греческого города в Египте Навкратиса, Александрия была лишена полисной организации. Александрия — регулярный город, она строилась по плану архитектора Дейнократа. Она была столицей птолемеевского Египетского царства и одним из важнейших центров эллинистического мира.
Упадок Александрии наступил в IV—V веках нашей эры. В Средневековье она имела лишь локальное значение.
Во время византийского владычества Александрия всё ещё продолжала быть первым торговым городом империи, но 14-месячная осада и, наконец, взятие её арабами под предводительством Амра ибн аль-Аса в 641 году нанесли решительный удар её торговле. Только торговля с Индией, поскольку она шла по старому пути через Красное море, оставалась за городом и была исключительно в руках венецианцев, приобретших в XIV веке монополию торговли индийскими товарами, но с открытием морского пути вокруг мыса Доброй Надежды и началом португальского могущества в Ост-Индии эта ветвь торговли отошла от Александрии. Покорение Египта турками в 1517 году не изменило положения вещей: она всё больше испытывала упадок. В 1777 году город насчитывал не более 6000 жителей. Даже вывозная торговля направилась на Розетту и Дамиетту, так как вследствие обмеления канала и озера Мареотиса Александрия уже не была достаточно прочно соединена с внутренними регионами страны. Французское завоевание в 1798 году вновь привлекло внимание Европы к этому городу.
В 1807 году город ненадолго захватывался англичанами в ходе Александрийской экспедиции.
Возрождение началось в XIX веке при Мухаммеде-Али. В 1820 году он вновь соединил Александрию с Нилом при помощи канала Махмудия и построил там свою резиденцию.

## Достопримечательности
Древняя Александрия была известна стопятидесятиметровым маяком и библиотекой. До наших дней дошли лишь немногие из древних памятников. Многие городские кварталы затонули в Александрийской бухте после проседания грунта, произошедшего в результате землетрясения.
Колонна Помпея — наиболее известный сохранившийся античный памятник. Она расположена на древнем александрийском акрополе, холме, расположенном по соседству с городским мусульманским кладбищем. Изначально колонна была частью колоннады храма, её высота вместе с пьедесталом 30 м. Колонна Помпея — неправильный термин, введённый крестоносцами; с Гнеем Помпеем её ничего не связывает, так как она была возведена в 293 году при Диоклетиане.
К юго-западу от колонны находятся катакомбы Ком-эль-Шукафа, состоящие из многоуровневого лабиринта, к которому ведёт спиральная лестница, представляющего собой десятки залов, украшенных фигурными колоннами, статуями и другими синкретическими римско-египетскими символами. Здесь находятся погребальные ниши и саркофаги. Катакомбы были давно заброшены и вновь случайно обнаружены в 1900 году.
В настоящее время[когда?] ведутся раскопки в районе Ком Ад-Дикка, где обнаружен хорошо сохранившийся античный университет, считавшийся до 2008 года амфитеатром, и римские бани.
Уроженцем города был греческий поэт Константинос Кавафис, его дом превращён в музей. Александрия также является резиденцией православного патриарха Александрии и всея Африки.
В Александрии находится дворец Монтаза, который был построен в начале XX века хедивом Аббасом Хильми и служил ему летней резиденцией. Александрийский музей изобразительного искусства расположен в модернистском здании 1954 года постройки.
В июле 2018 года сотрудники строительной компании в Александрии обнаружили закрытый саркофаг времён Древнего Египта. Открытие было сделано во время плановой подготовки участка для возведения на нём современного здания в районе Сиди-Габер. Вес саркофага из чёрного гранита составил не менее 30 т, длина 2,75 м, ширина 1,65 м и высота 1,85 м. В саркофаге были обнаружены останки троих человек.
19 августа 2018 года было обнародовано, что в саркофаге погребены женщина в возрасте 20—25 лет и ростом 160—164 см, мужчина 35—39 лет, ростом 160—165,5 см, третий скелет также принадлежит мужчине 40—44 лет ростом 179—184,5 см. Исследователи обнаружили внутри костей скелетов золотые пластины.

## Климат
Александрия находится на стыке средиземноморского и тропического пустынного климатов, что проявляется в малом зимнем количестве осадков, которое значительно меньше, чем в других городах средиземноморского климата. Вместе с тем, летние температуры не столь высоки, как во внутренних районах Египта, средний максимум обычно составляет в августе, наиболее тёплом месяце, немногим выше 30 °C, в то время как в пустынных районах Египта обычны температуры в 40 °C и выше. Зимой характерны относительно тёплые дни и прохладные, порой холодные ночи.
| Показатель                    | Янв. | Фев. | Март | Апр. | Май  | Июнь | Июль | Авг. | Сен. | Окт. | Нояб. | Дек. | Год   |
| ----------------------------- | ---- | ---- | ---- | ---- | ---- | ---- | ---- | ---- | ---- | ---- | ----- | ---- | ----- |
| Абсолютный максимум, °C       | 27,6 | 33,0 | 40,0 | 40,8 | 45,0 | 43,9 | 42,6 | 37,2 | 41,4 | 38,2 | 35,7  | 29,1 | 45,0  |
| Средний суточный максимум, °C | 18,3 | 18,6 | 20,5 | 24,0 | 26,3 | 28,6 | 29,8 | 30,4 | 29,7 | 27,4 | 23,7  | 20,0 | 24,8  |
| Средняя температура, °C       | 13,8 | 14,0 | 15,8 | 18,7 | 21,5 | 24,7 | 26,4 | 27,1 | 25,8 | 23,1 | 19,0  | 15,2 | 20,4  |
| Средний суточный минимум, °C  | 9,7  | 9,7  | 11,4 | 14,2 | 17,3 | 21,1 | 23,5 | 23,9 | 22,1 | 18,8 | 14,6  | 10,9 | 16,4  |
| Абсолютный минимум, °C        | 2,2  | 3,8  | 2,6  | 3,6  | 8,5  | 11,6 | 17,0 | 17,8 | 14,0 | 10,7 | 4,9   | 3,4  | 2,2   |
| Норма осадков, мм             | 52,8 | 29,2 | 14,3 | 3,6  | 1,3  | 0,1  | 0,1  | 0,1  | 0,1  | 9,4  | 31,7  | 52,7 | 195,3 |

## Население
| 1777       | 1882     | 1966       | 1986       | 1996       | 2006       | 2012       | 2013       | 2016       |
| ---------- | -------- | ---------- | ---------- | ---------- | ---------- | ---------- | ---------- | ---------- |
| 6000       | ↗227 064 | ↗1 800 000 | ↗2 926 859 | ↗3 297 959 | ↗4 028 028 | ↗4 532 174 | ↗4 546 231 | ↗4 870 000 |
| 2017       |          |            |            |            |            |            |            |            |
| ↗5 039 975 |          |            |            |            |            |            |            |            |

Александрия делится на шесть округов: аль-Монтазах или Монтаза (1,2 млн человек), Шарак или Восточная Александрия (1 млн человек), аль-Амрийа (850 тыс. человек), Вассат или Центральная Александрия (520 тыс. человек), Агами или Западная Александрия (390 тыс. человек) и аль-Гумрук (150 тыс. человек). Также к Александрии относится соседний пригород Борг эль-Араб (200 тыс. человек).
Египетские арабы-сунниты составляют большинство населения Александрии. Кроме них, в городе проживают палестинцы, ливанцы, сирийцы, ливийцы, суданцы, копты (древневосточное православие), греки, персы, русские, армяне, итальянцы, англичане, французы и евреи. Христиане сосредоточены в кварталах Рамлех (Маншия), Гианаклис, Флеминг, Ибрахимия, Спортинг, Шатби, Клеопатра, Сиди Бишр, Ассафра (Эль-Асафра), Мандара (Эль-Мандара).

## Религия
В городе представлены мусульмане-сунниты, католики, мусульмане-шииты, иудеи, протестанты, православные.
Основные мечети Александрии: Аттарин (VII век), Абдул Рахман бин-Хормуз (эпохи Аббасидов), Шейх аль-Кабари (XI век), Сиди Габер, аль-Шатби и аль-Тартуши (все три эпохи мамлюков), Эль-Наби Даниель (XIII век), Эль-Мурси Абуль-Аббас, Имам Альбусири, Сиди Якут аль-Арш, Буссейри и Сиди Бишр (все эпохи османов), Ибрахим Тербана (XVII век), а также Али ибн Абу Талиба, Билаль, Хатем, Хода эль-Ислам, аль-Мовасах, Шарк аль-Мадина, аль-Шохадаа, Аль-Каед Ибрахим, Йехиа, Султан и Шорбаги.
Основные храмы Коптской православной церкви в Александрии: кафедральный собор Святого Марка, церкви святителя Кирилла Александрийского, великомученика Георгия, апостола Марка и Петра I Александрийского или Двух Святых, Святой Марии в Ассафре, Святой Марии в Гианаклисе, Святого Мины во Флеминге, Святого Мины в Мандаре, Святого Такла Хайманота.
Основные храмы Александрийской православной церкви: кафедральные соборы святого Саввы и Успения Богородицы, храмы Благовещения Пресвятой Богородицы, Успения Богородицы, великомученицы Екатерины, преподобного Антония, великомученика Георгия, Св. Иосифа Аримафейского, пророка Илии, архангелов Гавриила и Михаила, Святителя Николая, Святой Параскевы, святых Бессребреников, часовня Святых Марка и Нектария, часовня Святого Феодора.
Другие религиозные учреждения Александрии: русская православная церковь Святого Александра Невского, католическая церковь Святой Екатерины, иезуитская церковь, французский римско-католический колледж Святого Марка, синагога Элияху Ханави (основана в XIV веке, разрушена французами в 1798 году, восстановлена в середине XIX века), синагоги Азуз, Кастро, Элияху Хазан, Грин, Менаске, Незах Исраэль, Сассун, Шааре Тефила и Зарадель, многие из них не действуют из-за изгнания почти всех александрийских евреев.

## Экономика
Александрия является важным финансовым, торговым и промышленным центром Египта. Через Александрийский порт (Западная гавань и район Декхейла) проходит более 3/4 внешней торговли страны, в основном контейнеры, автомобили, нефть и нефтепродукты, цемент, уголь, удобрения, металлы, древесина, зерно, патока и скот. В городе базируются следующие компании: Bank of Alexandria (принадлежит итальянской группе Intesa Sanpaolo), «Александрия Коммершиал энд Маритим Бэнк» (принадлежит «Юнион Нэшнл Бэнк» из Абу-Даби), «Херрави Груп» и «Элкади» (экспорт пищевых продуктов), «Старуорлд» (швейные изделия), «Эйр Арабия Иджипт» и «Александрия Эйрлайнз» (авиаперевозки), «Аль-Монсур Аутомотив» (импорт и продажа автомобилей), «Силвергей Текнолоджис» (программное обеспечение).
В Александрии расположены фондовая биржа и отделения крупнейших банков мира: «Миср Иран Девелопмент Бэнк» (Иран), «Барклейс Бэнк» и «Эйч-Эс-Би-Си» (Великобритания), «Креди Агриколь», «БНП Париба» и «Сосьете Женераль» (Франция), «Пиреус Бэнк» и «Нэшнл Бэнк оф Грис» (Греция), «Бэнк Ауди» (Ливан), «Аль-Ватани Бэнк» (Кувейт), «Араб Бэнкинг Корп» (Бахрейн), «Нэшнл Бэнк оф Абу-Даби» и «Машрек Бэнк» (ОАЭ), «Ситибэнк» (США), «Араб Бэнк» (Иордания), «Скотиабэнк» (Канада), «Нэшнл Бэнк оф Оман» (Оман).
В Александрии расположены нефтеперерабатывающие, нефтехимические, текстильные, пищевые, металлургические, химические, кожевенные, обувные, деревообрабатывающие, бумажные, табачные, судостроительные и судоремонтные предприятия, заводы по производству бытовой электротехники и стройматериалов. В окрестностях города выращивают хлопок, финики, овощи и фрукты, а также скот и птицу.
В районе Абукир расположены крупный завод по производству химических удобрений «Абу-Кир Фертилизерс энд Кэмиклс Компани», завод военного снаряжения и боеприпасов «Абу-Кир Компани фор Инджиниринг Индастриз», портовые причалы и месторождения природного газа компании «Вестерн Дезерт Петролеум», в районе Декхейла — металлургический комбинат «Александрия Нэшнл Айрон энд Стил» (принадлежит египетской группе «Аль-Эзз Стил»), завод химических удобрений и новый портовый комплекс, в районе Амрийа (Свободная экономическая зона) — нефтеперерабатывающий завод «Эль-Наср Петролеум» (сырьё для него поступает по нефтепроводу из города Суэца), нефтехимический завод «Иджиптиан Петрокэмикл Компани», шинный завод «Александрия Тайр» (принадлежит итальянской группе «Пирелли»), металлообрабатывающий завод «Амрийя Метал Компани» и цементный завод, логистический комплекс и предприятия по упаковке товаров, в районе Лаббан — завод холодильников «Олимпик Груп», в районе Рас эль-Тин — судостроительная верфь.
В пригороде Борг эль-Араб (крупная промышленная зона) расположены текстильная фабрика «Александрия Клотинг Компани», фармацевтические заводы «Борг Фармасьютикал Индастриз» и «Фарония Фарофарма», электротехнический завод «Электротек», пищевая фабрика «Оушн Фудс», металлообрабатывающие, химические предприятия, заводы стройматериалов, электростанция.
Главным торговым центром Александрии является Даунтаун или Вуст аль-Балад в районе Рамлех (Маншия) и прилегающая к нему набережная Корниш вдоль Восточной бухты, в том числе соседние площади Ораби (Маншия), Тахрир (Мухаммеда Али) и Саад Заглул (Сайфула). Среди современных торговых центров города наиболее популярны «Александрия Сити Сентр» (включает супермаркет французской сети «Каррефур»), «Сан Стефано Гранд Плаза Молл», «Ватанейа Гранд Молл», «Мина Молл», «КироСейц Молл», «Грин Плаза», «Маамура Плаза Молл», «Захран Молл» и «Диб Молл».
Большое значение в экономике Александрии играет туризм, ведь город может похвастаться как отличными средиземноморскими пляжами, так и местным колоритом и историческими достопримечательностями. Среди лучших отелей Александрии и пригородов: «Фор Сизонс» в комплексе «Сан Стефано Гранд Плаза», «Шератон Монтаза», «Хилтон Грин Плаза», «Хилтон Борг эль-Араб», «Рэдиссон Блю Отель», «Хелнан Палестин», «Иберотель Борг эль-Араб», «Ренессанс», «Маритим Джоли Вилль», «Ле Метрополь», «Уиндсор Палас», «Софитель Сесиль», «Меркюр Романс», «Парадиз Инн Бич Резорт», «Маамура Палас» и «Дельта».
Самыми популярными пляжами Александрии являются Агами, Рас эль-Тин, Шатби, Клеопатра, Рушди, Стэнли, Сан Стефано, Глим Бич, Эль-Сарай, Сиди Бишр, Эль-Асафра, Эль-Мандара, Монтаза, Маамура и Абукир.

## Транспорт
Александрия обслуживается двумя международными аэропортами — Александрийским (или Эль-Нуза), расположенным в 7 км юго-восточнее центра города, и Борг эль-Араб, расположенным в 40 км на запад от центра города. Аэропорт Борг эль-Араб, ранее считавшийся военным, эксплуатируется авиакомпаниями с 2003 года, и на время реконструкции Александрийского международного аэропорта был основным. В 2009 году Александрийский международный аэропорт обслужил более 1,1 млн пассажиров, а аэропорт Борг эль-Араб — более 370 тыс. пассажиров. Регулярными международными рейсами Александрия соединена с Ливией, Суданом, Марокко, Иорданией, Ливаном, Турцией, Саудовской Аравией, Кувейтом, Бахрейном, Катаром и ОАЭ.
Основные автомагистрали Александрии: Окружная дорога, Пустынная дорога (Александрия — Каир), Сельская дорога (Александрия — Каир), Международная прибрежная дорога (Александрия — Порт-Саид) и Дорога Таамир (Александрия — Северное побережье — Ливия). В районе Мухаррам-Бей расположен главный автовокзал города, откуда отправляются комфортабельные междугородные автобусы. Красные двухэтажные автобусы ходят по набережной Корниш от центра до района Абукир. Широко распространены в северной столице Египта маршрутные микроавтобусы, основные маршруты которых также пролегают вдоль Корниша в направлении Абукира, главными местами скопления маршруток служат привокзальные площади станций Миср, Сиди-Габер и Рамлех. Также в любой точке города можно воспользоваться такси, имеющими в Александрии жёлто-чёрную расцветку.
Трамвай в Александрии начал работать в 1860 году и до сих пор является одним из главных видов общественного транспорта города. Сначала между станциями Рамлех и Виктория ходила обыкновенная конка, затем стала применяться паровая тяга, а в 1902 году вся система была электрифицирована. Ныне старейший в Африке трамвай насчитывает около 40 станций.
От главной станции Рамлех (Рамл), расположенной у центральной площади Саад Заглул, более скоростные трамваи синего цвета ходят вдоль побережья на восток до конечной станции Эль-Наср (Виктория). Другие трамваи жёлтого или красного цветов ходят от Рамл на север до района Рас-эль-Тин, на запад до района Декхейла, на юг до района Эль-Нуза и на восток до вокзала Сиди-Габер или станции Сан-Стефано. Александрия является одним из трёх городов мира, где используются двухэтажные вагоны (двумя другими являются британский Блэкпул и китайский Гонконг).
В 1854 году Александрия была соединена с Каиром железнодорожной линией, это была первая железная дорога на африканском континенте. От главного вокзала Миср (Каирского) отходят поезда в Каир, Луксор, Асуан, Эль-Мансуру, Думьят, Порт-Саид и Мерса-Матрух. Вторым по значению вокзалом города является Сиди-Габер, куда приходят пригородные поезда и поезда дальнего следования. Основная линия городской железнодорожной сети простирается от вокзала Миср до района Абукир, параллельно синей трамвайной линии.

## Образование
Среди высших учебных заведений города наиболее престижными являются государственный Александрийский университет (основан в 1938 году), получастная Арабская академия науки, технологии и морского транспорта (англ. Arab Academy for Science, Technology & Maritime Transport, основана в 1972 году), частный французский университет Сеньор (основан в 1990 году), частный Александрийский высший институт инженерии и технологии (основан в 1996 году) и частный университет Фарос (основан в 2006 году). Также в Александрии существует несколько французских, британских, американских и немецких частных колледжей и школ.

## Спорт
Как и в остальном Египте, в Александрии наиболее популярен футбол. В январе 2006 года Александрия стала одним из трёх городов, принимавших Африканский кубок наций, в котором победил Египет. В городе имеется несколько стадионов. Стадион «Александрия», построенный в 1929 году возле вокзала Миср, является старейшим в стране и Африке. Ранее он вмещал 20 тыс. зрителей, но после реконструкции, проведённой в 2009 году, число мест сократилось до 13,6 тыс. Стадион «Борг эль-Араб» (или Стадион Египетской армии), построенный в 2006 году в одноимённом пригороде, рассчитан на 86 тыс. человек, являясь тем самым крупнейшим стадионом в Египте и второй по величине в Африке.
Также находятся стадион «Харас эль-Ходуд» (22 тыс. мест), построенный в 2003 году, и стадион «Эль-Корум». Среди самых популярных футбольных клубов, базирующихся в Александрии, выделяются «Юнион Александрия» или «Аль-Иттихад аль-Сакандари» (1914), «Харас эль-Ходуд» (1950), «Смуха» (1949), «Эль-Олимпи» (1905) и «Эль-Корум».

## Города-побратимы
- Братислава (словац. Bratislava), Словакия;
- Кливленд (англ. Cleveland), США;
- Констанца (рум. Constanţa), Румыния;
- Одесса (укр. Одеса), Украина;
- Санкт-Петербург, Россия (2005);
- Гюмри (арм. Գյումրի), Армения;
- Каир (араб. القاهرة‎), Египет;
- Евлах (азерб. Yevlax), Азербайджан;
- Измир (тур. İzmir), Турция[12];